# Canton de Wiltz
Le canton de Wiltz est un canton luxembourgeois situé dans le Nord-Ouest du Luxembourg. Son chef-lieu est Wiltz.

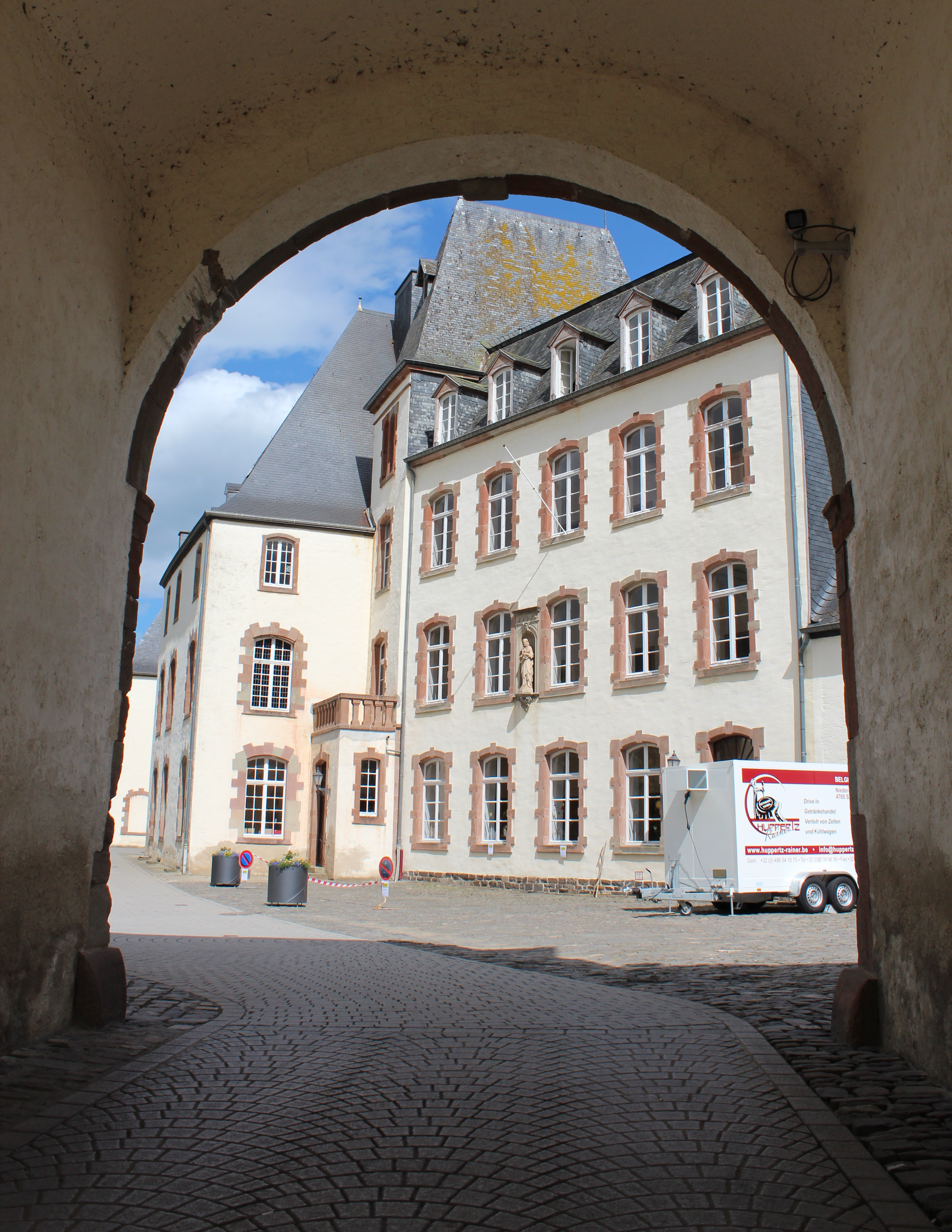
Château de Wiltz

## Histoire
Le 15 ventôse an X (6 mars 1802), le département des Forêts fut divisé en vingt-huit cantons, portant le nom de leur chef-lieu. Le canton de Wiltz comprend alors les communes d'Alscheid, Brachtenbach, Doncols, Esch-sur-Sûre, Eschweiler, Goesdorf, Heiderscheid, Kaundorf, Mecher, Neunhausen, Oberwampach, Wiltz, Wilwerwiltz et Winseler.
Au 1er janvier 2012, les communes de Heiderscheid et Neunhausen sont dissoutes lors de la fusion avec la commune d’Esch-sur-Sûre.
Au 1er janvier 2015, la commune d'Eschweiler est dissoute lors de la fusion avec la commune de Wiltz.
Jusqu'à la suppression des districts en 2015, le canton faisait partie du district de Diekirch.

## Communes
Le canton est constitué de 7 communes :
| Commune              | Superficie | Population | Densité (en hab./km²) |
| -------------------- | ---------- | ---------- | --------------------- |
| Boulaide             | +0032,13   | +001 572,  | 48,9                  |
| Esch-sur-Sûre        | +0051,26   | +003 279,  | 64                    |
| Goesdorf             | +0029,41   | +001 667,  | 56,7                  |
| Kiischpelt           | +0033,58   | +001 257,  | 37,4                  |
| Lac de la Haute-Sûre | +0048,5    | +002 325,  | 47,9                  |
| Wiltz (chef-lieu)    | +0039,25   | +008 310,  | 211,7                 |
| Winseler             | +0030,42   | +001 534,  | 50,4                  |

## Entités limitrophes
Le canton est délimité à l’ouest par la frontière belge qui le sépare de l’arrondissement de Bastogne situé dans la province de Luxembourg.

## Politique et administration

### Liste des députés
De 1841 à 1919, le canton formait une circonscription électorale dans le cadre des élections législatives.

#### Chambre des députés(depuis 1919)
Depuis 1919, le canton n'est plus utilisé comme circonscription électorale et fait dès lors partie de la circonscription Nord.

## Population et société

### Démographie
L'évolution du nombre d'habitants est connue à travers les recensements de la population effectués dans le pays depuis 1821. Les recensements décennaux de la population permettent de caler les chiffres sur la composition de la population par sexe, âge, nationalité et commune de résidence. Entre deux recensements, la population au 1er janvier de l’année {\displaystyle x} est évaluée en ajoutant à la population au 1er janvier de l’année {\displaystyle x-1} les soldes naturel (naissances {\displaystyle -} décès) et migratoire (arrivées {\displaystyle -} départs) de l'année. La même méthode est appliquée pour la répartition par âge au 1er janvier et les effectifs totaux par nationalité. Depuis le 24 février 1843, le Luxembourg dénombre 12 cantons.
Au 1er janvier 2024, le canton comptait 19 530 habitants.
| 1851   | 1871   | 1880   | 1890   | 1900   | 1910   | 1922   | 1930   | 1935   |
| ------ | ------ | ------ | ------ | ------ | ------ | ------ | ------ | ------ |
| 15 023 | 15 768 | 15 404 | 13 554 | 12 821 | 12 827 | 12 288 | 12 625 | 12 557 |

| 1947   | 1960   | 1970  | 1978  | 1979  | 1981  | 1983  | 1984  | 1985  |
| ------ | ------ | ----- | ----- | ----- | ----- | ----- | ----- | ----- |
| 11 545 | 10 158 | 9 481 | 9 190 | 9 102 | 8 997 | 9 000 | 9 070 | 9 080 |

| 1986  | 1987  | 1988  | 1989  | 1990  | 1991  | 1992  | 1993  | 1994  |
| ----- | ----- | ----- | ----- | ----- | ----- | ----- | ----- | ----- |
| 9 030 | 9 090 | 9 206 | 9 356 | 9 492 | 9 597 | 9 766 | 9 899 | 9 970 |

| 1995   | 1996   | 1997   | 1998   | 1999   | 2000   | 2001   | 2002   | 2003   |
| ------ | ------ | ------ | ------ | ------ | ------ | ------ | ------ | ------ |
| 10 074 | 10 213 | 10 442 | 10 679 | 10 981 | 11 317 | 11 704 | 11 788 | 11 907 |

| 2004   | 2005   | 2006   | 2007   | 2008   | 2009   | 2010   | 2011   | 2012   |
| ------ | ------ | ------ | ------ | ------ | ------ | ------ | ------ | ------ |
| 12 130 | 12 406 | 12 619 | 12 880 | 13 085 | 13 339 | 13 623 | 13 832 | 14 129 |

| 2013   | 2014   | 2015   | 2016   | 2017   | 2018   | 2019   | 2020   | 2021   |
| ------ | ------ | ------ | ------ | ------ | ------ | ------ | ------ | ------ |
| 14 618 | 14 946 | 15 345 | 15 680 | 16 449 | 16 735 | 17 148 | 17 632 | 18 197 |

| 2022   | 2023   | 2024   | - | - | - | - | - | - |
| ------ | ------ | ------ | - | - | - | - | - | - |
| 18 648 | 19 209 | 19 530 | - | - | - | - | - | - |

Le graphique qui aurait dû être présenté ici ne peut pas être affiché car il utilise l'ancienne extension Graph, désactivée pour des questions de sécurité. Des indications pour créer un nouveau graphique avec la nouvelle extension Chart sont disponibles ici.